# Nives Meroi
Nives Meroi (ur. 17 września 1961 w Bonate Sotto) – włoska alpinistka i zdobywczyni Korony Himalajów i Karakorum. Mężem Nives Meroi jest Romano Benet – również himalaista, który jest jej partnerem wspinaczkowym.

## Wejścia na szczytyośmiotysięczników
- 1998 – Nanga Parbat
- 1999 – Sziszapangma
- 1999 – Czo Oju
- 2003 – Gaszerbrum I
- 2003 – Gaszerbrum II
- 2003 – Broad Peak
- 2004 – Lhotse
- 26 lipca 2006 – K2 (pierwsze włoskie kobiece wejście na szczyt)
- 2006 – Dhaulagiri
- 17 maja 2007 – Mount Everest (bez tlenu)
- 4 października 2008 – Manaslu
- 2014 - Kanczendzonga
- 2016 - Makalu
- 11 maja 2017 - Annapurna

Wszystkie szczyty ośmiotysięczników zdobywała wraz z mężem bez wspomagania tlenem. W 2008 do zdobycia Korony Himalajów i Karakorum brakowało jej trzech ośmiotysięczników. W 2009 Romano Benet poważnie zachorował podczas wspólnej wyprawy na Kanczendzongę. Nives Meroi wraz z nim w góry wróciła dopiero w 2012. W 2012 jeszcze nie udało im się zdobyć szczytu Kanczendzongi. Dokonali tego w 2014. W 2016 weszli na szczyt Makalu. 11 maja 2017 wspólnie zdobyli swój czternasty ośmiotysięcznik Annapurnę. Nives Meroi stała się trzecią kobietą, która weszła na wszystkie główne szczyty ośmiotysięczników, a drugą która dokonała tego bez wspomagania tlenem. 
Nives Meroi napisała książkę o trzech wspólnych z mężem wyprawach na Kanczendzongę wł. Non ti farò aspettare: Tre volte sul Kangchendzonga, la storia di noi due raccontata da me (pol. Nie pozwolę ci czekać: Trzy razy na Kanczendzondze, opowieść o nas dwojgu opowiedziana przeze mnie). Pierwsze włoskie wydanie ukazało się w 2015. W następnych latach książkę wydano w kilku językach. Napisała również książkę o ich wyprawach na Annapurnę wł. Il volo del corvo timido (pol. Lot nieśmiałej wrony).